# Алимпије Васиљевић
Алимпије Васиљевић (Велишевац, 21. новембар 1831 — Београд, 3. фебруар 1911) био је српски филозоф, професор Велике школе, политичар. Васиљевић је био министар просвете и црквених послова.

## Биографија
Рођен је у Велишевцу, Ваљевском округу, 1831. године, а умро је у Београду 3. фебруара 1911. године. Био је ожењен ћерком истакнутог либералног политичара и државника Јована Авакумовића. Имали су кћери Катарину, Славку, Јелку, Милку, Небесну и сина Љубомира. Авакумовићи су припадали широј породици Баба-Дудића, једној од најмоћнијих у Београду.

### Породица
Алимпије Васиљевић је унук господара Васиља Павловића, кнеза у ваљевској нахији, буљукбаше, капетана кога помиње прота Матеја ("Васиљ из Бајевца"). Био је кнез и Карађорђево време, као и у време прве владе књаза Милоша. Зет му је био војвода Петар Николајевић Молер. Жена кнеза Васиља била је тетка Антонија Мишковића, трговца из Кадине Луке, као и Марка Ковачевића (отац Аксентија Ковачевића, дугогодишњег народног посланика), трговца из Берковца. Антоније Мишковић се оженио Јованком сестром Илије Гарашанина, а њихова кћерка Аница је била удата за Милоја Блазнавца, брата генерала Миливоја Петровића Блазнавца, намесника.
Кнез Васиљ Павловић је имао сина Милована Васиљевића, који се оженио Јелицом, сестром од стрица жене Симе Милосављевића Паштрмца (1776—1836), књаз Милошевог барјактара и најближег саветника. Милован и Јелица Васиљевић су родитељи Алимпија Васиљевића. Његов отац је касније оженио Миленијом са којом је добио Алимпијевог полубрата Светозара Васиљевића.

### Школовање
Школовање је започео 1842. године у манастиру Боговађи, прекинуо га 1844. године због Катанске буне, а наставио 1845. године уписавши трећи разред при цветановачкој цркви. Пошто је неко време био писар начелника Колубарског среза, почео је да похађа Београдску гимназију из које се исписао после трећег разреда због сукоба са професором немачког језика.
Прешао је у Богословију у којој није стигао да заврши ниједан разред, јер је исте године
(1850) упућен у Духовну академију у Кијеву где је, како тврди у Мемоарима, стекао титулу магистра, што се на основу сачуваних докумената не може установити. По повратку у Србију радио је 1857. године као писар Пожаревачког округа, а потом као професор у Шабачкој полугимназији (1858—1859). У време Светоандрејске скупштине 1858, на којој је свргнут кнез Александар Карађорђевић, повезао се са групом младих интелектуалаца која је захтевала парламентарну владавину и грађанске слободе и представљала језгро будуће Либералне странке. Убрзо су се сукобили и са режимима кнеза Милоша, потом Михаила Обреновића, које су критиковали и због апсолутизма и због тога што су сматрали да влада не води довољно активну спољну политику у правцу коначног ослобођења и уједињења српског народа. У сарадњи са либерално-национално оријентисаним српским политичарима из Хабзбуршке монархије основана је 1866. године у
Новом Саду Уједињена омладина српска у којој је он имао врло запажену улогу.
Међутим, за разлику од истакнутих опозиционара, Јеврема Грујића, Милована Јанковића, Владимира Јовановића, није био прогањан, затваран и није одлазио у емиграцију.

### Професура и политика
Био је професор у Београдској богословији (1859—1864), Пожаревачкој полугимназији (1864—1868) , Београдској гимназији (1868). Током 1860. године боравио је на усавршавању у Паризу. Велика жеља била му је да постане професор на Великој школи, за шта се упорно јављао на конкурсе. Прво је добио, као доцент, да предаје руски језик (1863—1864), а коначно 1868, када су после смрти кнеза Михаила либерали подржали намеснички режим, катедру филозофије и логике. После годину дана (августа 1869) постао је од хонорарног, редовни професор. На Великој школи предавао је до 1875. године а кратко време био је и ректор. У време јаснијих идејних и страначких подела до којих је дошло међу српском интелигенцијом током 70-их, остао је у Либералној странци у чији је Главни одбор ушао у време њеног формалног конституисања 1881. Обављао је низ дужности у врху државне администрације: министар просвете и црквених послова био је 1875, 1876—1880, у владама Стевче Михаиловића и Јована Ристића и 1887. у влади Јована Ристића. Током српско-турских ратова као представник владе у Врховној команди био је у пратњи кнеза Милана са којим је током његове владавине био у добрим односима. Поред редовних дужности обављао је 1877/78. године дужност министра за ослобођене крајеве. Постављен је 1879. године за државног саветника. Изванредни министар у Петрограду био је два пута 1892/1893. и 1894/1895. године. Пензионисан је 1898. године.
Редовни члан Друштва српске словесности постао је 1862. године. У Српском ученом друштву био је од 1864. године почасни, а од 1869. године редовни члан, потом члан Одбора за науке филозофске и филолошке и Одбора за науке историјске и државне; председник Друштва био је од 1885. до 1887. Од 1892. године био је почасни члан сада Српске краљевске академије — за редовног члана није биран из политичких разлога. Почасни члан Матице српске постао је 1868. године.

## Опус
Написао је неколико књига и око четрдесет чланака из области филозофије,
историје, психологије и педагогије, као и превода са руског, који су објављени у новинама и часописима: Српски дневник, Трговачке новине, Српске новине, Србија,
Застава, Браник, Гласник Друштва српске словесности, Гласник Српског ученог друштва, Матица, Вила, Млада Србадија, Даница. Био је један од водећих идеолога либерално-националног покрета 60-их и 70-их година, што је препознатљиво и у његовом обимном и разноврсном интелектуалном стваралаштву. Није био оригиналан мислилац.
Углавном је прерађивао дела страних писаца и тако знатно допринео да се српска научна јавност која је стасавала упозна са најзначајнијим савременим достигнућима на пољу друштвених наука. Међутим, није увек коректно указивао на своје узоре, што није остало непримећено, нарочито од стране његових супарника у политици и науци, пре свих
Милана Кујунџића Абердара и Чедомиља Мијатовића, са којима је улазио у оштре полемике. Мада је био руски ђак и један од најистакнутијих русофила међу српским политичарима, као теоретичар био је под утицајем западних идеја, с тим што се са њима упознавао углавном преко руске литературе. Током школовања дошао је под утицај хегеловске деснице и 1863. је у Гласнику Српског ученог друштва објавио Кратки преглед Хегелове филозофије али је убрзо постао један од главних присталица и пропагатора позитивизма. Историју народног образовања код Срба писао је
„посрбивши” Историју цивилизације у Енглеској коју је рано преминули Хенри Томас
Бакл само започео тиме што је изложио оригинална методолошка полазишта која су га учинила славним. Поред многих похвала, покушајем да применом Баклових метода, али без упоришта у поузданим научним резултатима и на мало простора, пружи синтезу српске историје, изазвао је и оштре полемике које су биле почетак вишегодишњег спора у српској историографији између национално-романтичарске и критичке школе. У овом,
као и у неким другим делима, његово тумачење прошлости било је у духу теоријских полазишта која је већ поставио Владимир Јовановић и која су заступали и други
„светоандрејски либерали”. По угледу на историчаре из редова француских „доктринара”
и енглеских виговаца који су исходиште либерализма видели у „германским шумама” и доказивали да су слободне друштвене установе нешто што је својствено западном човеку и његовом погледу на свет, српски либерали су корене слобода тражили у древним словенским установама. То што су се оне кроз историју сачувале у патријархалном сељачком друштву сведочи да Срби имају урођене склоности за парламентаризам и демократију. На тај начин покушавали су да помире српски национализам и западне политичке идеје, односно оспоре тврдње идеолошких противника да хоће да увезу у
Србију стране политичке традиције и облик владавине за које она још није сазрела.
Тротомни уџбеник Логика (1871—1873) писао је ослањајући се на дело A System of Logic чувеног енглеског либералног мислиоца Џона Стјуарта Мила. Један је од првих који се међу Србима бавио психологијом. У обимним чланцима О психолошкој методи у
Инглеској, Француској и Германији и О слободној вољи (ГСУД 1869,1872) и уџбеницима из психологије (1870) и педагогије (1879) позивао се на дела Џона Стјуарта Мила,
Александра Бена, Херберта Спенсера, Вилхелма Вунта, Ернеста Хекела, Чарлса Дарвина и др., мада је највише следио књиге руских писаца Матвеја Михаиловича Тројицког и
Константина Димитријевича Ушинског и чланке из руских часописа. Најсамосталнији рад из те области је обиман чланак Психолошке особине српског народа (ГСУД 1886) у којем су се преплитали позитивизам и национални романтизам. Мада је величао модерне научне методе, ослањао се, по сопственим речима, на „лично искуство и непосредно посматрање” и допуњавао их примерима из народне усмене традиције.

## Дела
- Учитель руског језика, Београд 1862; Историја народног образовања код Срба, I, Увод, Београд 1867;
- Психологија као наука удешена за школску употребу, Београд 1870; О развитку уставне свести у Србији, Београд 1871;
- Логика удешена за школску употребу, I—III, Београд 1871—1873;
- О народном васпитању, Београд 1874;
- Правила испита зрелости, Београд 1876;
- Физиолошко-психолошки основи педагогике, Београд 1879;
- Један поглед на нашу прошлост и садашњост, Београд 1895;
- Свето-Андрејска скупштина, Београд 1899;
- Успомене на краља Милана, Београд 1901;
- Три српска великана: Карађорђе, Милош и Вучић, Београд 1907;
- Моје успомене, Београд 1990.